# Matte World Digital
La Matte World Digital è una società di effetti visivi con sede a Novato, California, specializzata in effetti matte painting realistici e ambientazioni digitali per film, televisione e giochi elettronici.

## Storia
L'azienda, inizialmente chiamata Matte World, è stata co-fondata nel 1988 da Craig Barron (supervisore agli effetti visivi), Michael Pangrazio (artista matte painting) e da Krystyna Demkowicz (produttore). Barron e Pangrazio avevano lavorato insieme alla Industrial Light & Magic, a partire dal 1979, quando contribuirono a creare i matte painting per il film di George Lucas Guerre stellari - L'Impero colpisce ancora. Barron e Pangrazio continuarono a lavorare come artisti del matte painting con la troupe della ILM su importanti film come I predatori dell'arca perduta, e E.T. l'extra-terrestre. Barron ha lasciato la ILM nel 1988 dopo aver prestato servizio per quattro anni come supervisore della fotografia nel reparto di matte painting della società.
Nel 1992, la società è stata rinominata Matte World Digital, per riflettere i nuovi strumenti tecnologici a disposizione degli artisti di matte painting. Da allora, la MWD ha creato matte digitali di ambienti per i film diretti, fra gli altri, da Martin Scorsese, Francis Ford Coppola, James Cameron e David Fincher. Barron attualmente è l'unico proprietario della Matte World Digital e nel 2008 ha celebrato il ventesimo anniversario della società.

## Innovazioni digitali
LA MWD è stata la prima compagnia di effetti visivi ad applicare il rendering con l'algoritmo radiosity nel film Casinò di Martin Scorsese (1995). Il rendering con il radiosity ha consentito la prima vera simulazione di luce diffusa in un ambiente generato al computer. Questo ha permesso di ricreare la Las Vegas degli anni settanta, simulando l'illuminazione di milioni di luci al neon.
Per il film di David Fincher Il curioso caso di Benjamin Button, una delle sfide per la MWD era quello di creare 29 matte painting digitali della stazione ferroviaria di New Orleans e con diverse viste nel corso del tempo. Per realizzare tutte queste scene da un modello 3D, la società ha utilizzato il software di rendering Next Limit della Maxwell, uno strumento di visualizzazione architettonica, rinnovando il software per riprodurre accuratamente l'illuminazione del mondo reale. Quando Fincher chiese una ripresa dall'elicottero a bassa quota di Parigi, Barron prese delle foto digitali di riferimento, da un elicottero sorvolante la città a una quota più alta (come richiesto dalle leggi emesse successivamente l'11 settembre). Poi il team della MWD utilizzò un simulatore di volo per determinare le viste aeree ad una altezza inferiore. Una volta che l'altezza e gli angoli furono elaborati nel simulatore e approvati da Fincher, fu elaborato un modello in computer grafica ad alta risoluzione per ottenere una ripresa aerea interamente generata al computer.

## Filmografia
- La Renna (Prancer), regia di John D. Hancock (1989)
- Codice Trinity: attacco all'alba (By Dawn's Early Light), regia di Jack Sholder - film TV (1990)
- Gremlins 2 - La nuova stirpe (Gremlins 2: The New Batch), regia di Joe Dante (1990) - matte painting
- Robocop 2, regia di Irvin Kershner (1990) - matte painting
- Aracnofobia, regia di Frank Marshall (1990)
- Darkman, regia di Sam Raimi (1990)
- Avalon (film 1990), regia di Barry Levinson (1990) - matte painting
- L'ultimo attacco (Flight of the Intruder), regia di John Milius (1991)
- Robin Hood - Principe dei ladri (Robin Hood: Prince of Thieves), regia di Kevin Reynolds
- Caro Babbo Natale (All I Want for Christmas), regia di Robert Lieberman (1991)
- Rotta verso l'ignoto (Star Trek VI: The Undiscovered Country), regia di Nicholas Meyer (1991)
- Fuga per un sogno (Leaving Normal), regia di Edward Zwick (1992)
- Cuori ribelli (Far and Away), regia di Ron Howard (1992) - matte painting
- Batman - Il ritorno (Batman Returns), regia di Tim Burton (1992)
- Finché dura siamo a galla (Captain Ron), regia di Thom Eberhardt (1992) - effetti visivi
- Dracula di Bram Stoker (Bram Stoker's Dracula), regia di Francis Ford Coppola (1992)
- Mamma, ho riperso l'aereo - Mi sono smarrito a New York (Home Alone 2: Lost in New York), regia di Chris Columbus (1992)
- L'olio di Lorenzo (Lorenzo's Oil), regia di George Miller (1992) - effetti visivi
- Sommersby, regia di Jon Amiel (1993)
- Sulle orme del vento (A Far Off Place), regia di Mikael Salomon (1993) - effetti visivi
- Hot Shots! 2 (Hot Shots! Part Deux), regia di Jim Abrahams (1993) - effetti visivi
- Hocus Pocus, regia di Kenny Ortega (1993)
- Una bionda tutta d'oro (The Real McCoy), regia di Russell Mulcahy (1993)
- Malice - Il sospetto (Malice), regia di Harold Becker (1993)
- Demolition Man, regia di Marco Brambilla (1993) - matte painting ed effetti visivi
- Killer machine (Ghost in the Machine), regia di Rachel Talalay (1993) - effetti visivi
- Ace Ventura - L'acchiappanimali (Ace Ventura: Pet Detective), regia di Tom Shadyac (1994)
- Scappo dalla città 2 (City Slickers II: The Legend of Curly's Gold), regia di Paul Weiland (1994)
- L'uomo ombra (The Shadow), regia di Russell Mulcahy (1994)
- Sotto il segno del pericolo (Clear and Present Danger), regia di Phillip Noyce (1994) - matte painting
- Mowgli - Il libro della giungla (Rudyard Kipling's The Jungle Book), regia di Stephen Sommers (1994)
- Pecos Bill - Una leggenda per amico (Tall Tale: The Unbelievable Adventures of Pecos Bill), regia di Jeremiah S. Chechik (1995)
- Waterworld, regia di Kevin Reynolds (1995) - effetti visivi aggiuntivi
- Quando gli elefanti volavano (Operation Dumbo Drop), regia di Simon Wincer (1995)
- Un furfante tra i boyscout (Bushwhacked), regia di Greg Beeman (1995)
- Hackers, regia di Iain Softley (1995)
- Casinò (Casino), regia di Martin Scorsese (1995) - effetti visivi
- Dunston - Licenza di ridere (Dunston Checks In), regia di Ken Kwapis (1996)
- Nome in codice: Broken Arrow (Broken Arrow), regia di John Woo (1996)
- Diabolique, regia di Jeremiah S. Chechick (1996)
- Independence Day, regia di Roland Emmerich (1996)
- The Stupids (film), regia di John Landis (1996) - effetti visivi
- Primo contatto (Star Trek: First Contact), regia di Jonathan Frakes (1996) - matte painting
- Conflitti del cuore (The Evening Star), regia di Robert Harling (1996)
- Con Air, regia di Scott Rosenberg (1997) - matte painting
- Un semplice desiderio (A Simple Wish), regia di Michael Ritchie (1997) - effetti visivi
- Riven: Il seguito di Myst (Riven: The Sequel to Myst) - videogioco (1997)
- Titanic, regia di James Cameron (1997)
- Sesso & potere (Wag the Dog), regia di Barry Levinson (1997)
- Kundun, regia di Martin Scorsese (1997)
- Paradiso perduto (Great Expectations)), regia di Alfonso Cuarón (1998) - matte painting 3D
- Newton Boys (The Newton Boys), regia di Richard Linklater (1998)
- The Truman Show, regia di Peter Weir (1998) - matte painting 3D
- Armageddon - Giudizio finale (Armageddon), regia di Michael Bay (1998)
- Il tempo di decidere (Return to Paradise), regia di Joseph Ruben (1998)
- Soldier, regia di Paul W. S. Anderson (1998) - effetti visivi
- Il grande Joe (Mighty Joe Young), regia di Ron Underwood (1998)
- Cielo d'ottobre (October Sky), regia di Joe Johnston (1999) - effetti visivi aggiuntivi
- Insider - Dietro la verità (The Insider), regia di Michael Mann (1999) - matte painting
- Il miglio verde (The Green Mile), regia di Frank Darabont (1999) - matte painting 3D
- The Testaments of One Fold and One Shepherd, regia di Kieth Merrill (2000)
- Mission: Impossible 2, regia di John Woo (2000) - matte painting
- X-Men, regia di Bryan Singer (2000) - matte painting 3D
- Il dottor T e le donne (Dr. T & the Women), regia di Robert Altman (2000) - matte painting 3D
- S.Y.N.A.P.S.E. - Pericolo in rete (Antitrust), regia di Peter Howitt (2001) - matte painting 3D
- La mummia - Il ritorno (The Mummy Returns), regia di Stephen Sommers (2001)
- Come cani e gatti (Cats & Dogs), regia di Lawrence Guterman (2001)
- Jurassic Park III, regia di Joe Johnston (2001) - matte painting aggiuntivi
- Jay & Silent Bob... Fermate Hollywood! (Jay and Silent Bob Strike Back)), regia di Kevin Smith (2001) - matte painting 3D
- The Majestic, regia di Frank Darabont (2001) - matte painting 3D
- Manassas: End of Innocence, regia di Ben Burtt - documentario cortometraggio (2002)
- Formula per un delitto (Murder by Numbers), regia di Barbet Schroeder (2002) - matte painting 3D
- Lewis & Clark: Great Journey West, regia di Bruce Neibaur - cortometraggio (2002) - effetti visivi
- The Ring, regia di Gore Verbinski (2002) - matte painting 3D
- Abbasso l'amore (Down with Love), regia di Peyton Reed (2003) - effetti visivi e matte painting
- L'ultimo samurai (The Last Samurai), regia di Edward Zwick (2003)
- Alamo - Gli ultimi eroi (The Alamo), regia di John Lee Hancock (2004) - effetti visivi
- Catwoman, regia di Pitof (2004) - effetti visivi
- The Work and the Glory, regia di Russell Holt (2004)
- Greece: Secrets of the Past, regia di Greg MacGillivray (2006)
- Imbattibile (Invincible), regia di Ericson Core (2006) - effetti visivi
- Zodiac, regia di David Fincher (2007) - effetti visivi
- La bussola d'oro (The Golden Compass), regia di Chris Weitz (2007) - effetti visivi
- Il curioso caso di Benjamin Button (The Curious Case of Benjamin Button), regia di David Fincher 2008 - effetti visivi
- X-Men le origini - Wolverine (X-Men Origins: Wolverine)), regia di Gavin Hood (2009) - effetti visivi aggiuntivi
- Terminator Salvation, regia di McG (2009) - effetti visivi
- La custode di mia sorella (My Sister's Keeper), regia di Nick Cassavetes (2009) - matte painting
- Alice in Wonderland, regia di Tim Burton (2010) - effetti visivi aggiuntivi
- World Invasion, regia di Jonathan Liebesman (2011) - effetti visivi aggiuntivi
- Milo su Marte (Mars Needs Moms), regia di Simon Wells - film d'animazione (2011) - effetti visivi aggiuntivi
- Captain America - Il primo Vendicatore (Captain America: The First Avenger), regia di Joe Johnston (2011) - matte painting
- Hugo Cabret (Hugo), regia di Martin Scorsese (2011) - effetti visivi